# Trolltjärnen (Kroppa socken, Värmland)
Trolltjärnen är en sjö i Filipstads kommun i Värmland och ingår i Göta älvs huvudavrinningsområde.